# Emiel Verstrynge
Emiel Verstrynge (Adegem, 4 febbraio 2002) è un ciclocrossista e ciclista su strada belga che corre per i team Crelan-Corendon (ciclocross) ed Alpecin-Deceuninck (strada). Specialista del ciclocross, attivo in formazioni UCI dal 2020-2021, è stato campione europeo Under-23 nel 2022.

## Palmarès

### Cross
- 2019-2020 (Juniores)

Chazal Cup #1 Junior (Vittel)
Cyclocross Gullegem Junior (Gullegem)
- 2021-2022

Campionati belgi, Under-23
Cyclo-cross en Cotentin, 4ª prova Coppa del mondo Under-23 (Flamanville)
- 2022-2023

International Cyclo Cross Bad Salzdetfurth (Bad Salzdetfurth)
Campionati europei, Under-23
Urban Cross, 2ª prova X2O Badkamers Trofee Under-23 (Courtrai)
Herentals Crosst, 4ª prova X2O Badkamers Trofee Under-23 (Herentals)
- 2023-2024

Cyclo-cross de la Citadelle, 3ª prova Coppa del mondo Under-23 (Namur)
Campionati belgi, Under-23
CX Benidorm Costa Blanca, 5ª prova Coppa del mondo Under-23 (Benidorm)

### Strada
- 2022 (Alpecin-Deceuninck Development Team, una vittoria)

Classifica generale Giro della Regione Friuli Venezia Giulia

#### Altri successi
- 2022 (Alpecin-Deceuninck Development Team)

Classifica giovani Giro della Regione Friuli Venezia Giulia

## Piazzamenti

### Grandi Giri
- Tour de France

2025: 65º

### Classiche monumento
- Liegi-Bastogne-Liegi

2025: 14º

### Competizioni mondiali
- Campionati del mondo di ciclocross

Dübendorf 2020 - Junior: 3º
Ostenda 2021 - Under-23: 4º
Fayetteville 2022 - Under-23: 2º
Hoogerheide 2023 - Under-23: 6º
Tábor 2024 - Under-23: 2º

### Competizioni continentali
- Campionati europei di ciclocross

Silvelle 2019 - Junior: 9º
Drenthe-Col du VAM 2021 - Under-23: 5º
Namur 2022 - Under-23: vincitore
Pontchâteau 2023 - Under-23: 2º